# Viloyat Qashqadaryo
Die Viloyat Qashqadaryo (usbekisch Qashqadaryo viloyati bzw. in kyrillischer Schrift Қашқадарё вилояти, deutsch auch: Viloyat Kaschkadarja) ist eines der zwölf Viloyate Usbekistans. Es befindet sich im Südteil des Landes im Becken des Flusses Qashqadaryo an den Ausläufern des Pamir im Alai-Gebirge. Die Viloyat grenzt an die usbekischen Viloyats Buxoro, Navoiy, Samarqand und Surxondaryo, sowie an die turkmenische Region Lebap und an die tadschikische Provinz Sughd.
Die Fläche der Viloyat beträgt 28.400 km², die Bevölkerung (2017) 3.088.800 Menschen. Etwa 73 Prozent der Bevölkerung leben in ländlichen Gebieten; die Bevölkerungsdichte beläuft sich auf 109 Einwohner je Quadratkilometer. Der ISO 3166-2-Code des Viloyats lautet UZ-QA, Regionshauptstadt ist Qarshi mit etwa 226.000 Einwohnern. Der Großteil der Einwohner ist usbekischer Nationalitätät, weitere ethnische Gruppen mit über 20.000 Angehörigen in der Viloyat sind die Tadschiken, Turkmenen und Russen.

## Geschichte
Schon 1925 existierte in der Usbekischen SSR eine Region namens Qashqadaryo, diese wurde jedoch 1926/27 abgeschafft und ein Bezirk gleichen Namens gegründet (bis 1930). Am 20. Januar 1943 wurde das Viloyat schließlich gegründet, im Januar 1960 wieder abgeschafft und im Juli 1964 wiederhergestellt.

## Klima und Wirtschaft
Qashqadaryo liegt in einer Zone kontinentalen und subtropischen Klimas, an natürlichen Ressourcen finden sich Petroleum und Erdgas. Weitere bedeutsame Industriezweige sind die Wollverarbeitung, Textilien-, Leicht- und Lebensmittelindustrie sowie die Herstellung von Baustoffen. In der Landwirtschaft herrschen Baumwollplantagen, Feldfurchanbau und Viehzucht vor. Die Bewässerung der Felder garantiert der Talimarjon-Stausee.

## Verwaltung
Administrativ gliedert sich die Viloyat Qashqadaryo in 14 Bezirke und die beiden viloyatunmittelbaren Städte Qarshi und Shahrisabz. Shahrisabz, das ehemalige Kish und Geburtsstadt Amir Temurs, ist die touristische Hauptattraktion der Region.
| Bezirk        | Hauptort        | Bezirk     | Hauptort   |  |
| Bahoriston    | Pomuq           | Chiroqchi  | Chiroqchi  |  |
| Dehqonobod    | Karashina       | Gʻuzor     | Gʻuzor     |  |
| Kasbi         | Mugʻlon         | Kitob      | Kitob      |  |
| Koson         | Koson           | Muborak    | Muborak    |  |
| Nishon        | Yangi Nishon    | Qamashi    | Qamashi    |  |
| Qarshi        | Beshkent        | Shahrisabz | Shahrisabz |  |
| Usmon Yusupov | Yangi Mirishkor | Yakkabogʻ  | Yakkabogʻ  |  |